# Omar Jouma Al-Salfa
Omar Jouma Bilal Al-Salfa (in arabo عمر جمعة بلال السالفة‎?; 15 ottobre 1989) è un velocista emiratino, specializzato nei 200 metri piani.

## Palmarès
| Anno | Manifestazione                    | Sede           | Evento      | Risultato        | Prestazione | Note |
| ---- | --------------------------------- | -------------- | ----------- | ---------------- | ----------- | ---- |
| 2006 | Campionati arabi juniores         | Il Cairo       | 100 m piani | Batteria         | 10"67       |      |
| 2007 | Giochi mondiali militari          | Hyderabad      | 200 m piani | Bronzo           | 21"10       |      |
| 2007 | Giochi panarabi                   | Il Cairo       | 200 m piani | 4º               | 20"94       |      |
| 2008 | Campionati asiatici indoor        | Doha           | 60 m piani  | 4º               | 6"81        |      |
| 2008 | Mondiali indoor                   | Valencia       | 60 m piani  | Batteria         | 6"88        |      |
| 2008 | Campionati asiatici juniores      | Giacarta       | 100 m piani | 4º               | 10"60       |      |
| 2008 | Campionati asiatici juniores      | Giacarta       | 200 m piani | Oro              | 21"04       |      |
| 2008 | Mondiali juniores                 | Bydgoszcz      | 200 m piani | 7º               | 21"10       |      |
| 2008 | Giochi olimpici                   | Pechino        | 200 m piani | Batteria         | 21"00       |      |
| 2009 | Mondiali                          | Berlino        | 200 m piani | Quarti di finale | 20"97       |      |
| 2009 | Campionati arabi                  | Damasco        | 100 m piani | 5º               | 10"3        |      |
| 2009 | Campionati arabi                  | Damasco        | 200 m piani | Oro              | 20"84       |      |
| 2009 | Campionati arabi                  | Damasco        | 4×100 m     | Argento          | 40"19       |      |
| 2009 | Campionati arabi                  | Damasco        | 4×400 m     | Argento          | 3'09"78     |      |
| 2009 | Giochi asiatici indoor            | Hanoi          | 60 m piani  | 4º               | 6"72        |      |
| 2009 | Giochi asiatici indoor            | Hanoi          | 4×400 m     | Bronzo           | 3'11"40     |      |
| 2009 | Campionati asiatici               | Canton         | 200 m piani | Oro              | 21"07       |      |
| 2010 | Campionati dell'Asia occidentale  | Aleppo         | 200 m piani | Argento          | 21"11       |      |
| 2010 | Giochi asiatici                   | Canton         | 200 m piani | Bronzo           | 20"83       |      |
| 2010 | Giochi asiatici                   | Canton         | 4×100 m     | Batteria         | 40"21       |      |
| 2011 | Campionati asiatici               | Kōbe           | 200 m piani | Bronzo           | 20"97       |      |
| 2011 | Campionati asiatici               | Kōbe           | 4×100 m     | Batteria         | dnf         |      |
| 2011 | Giochi mondiali militari          | Rio de Janeiro | 200 m piani | 5º               | 20"92       |      |
| 2011 | Mondiali                          | Taegu          | 200 m piani | Batteria         | 21"45       |      |
| 2011 | Campionati arabi                  | al-'Ayn        | 200 m piani | Argento          | 21"02       |      |
| 2011 | Giochi panarabi                   | Doha           | 200 m piani | Bronzo           | 21"59       |      |
| 2011 | Giochi panarabi                   | Doha           | 4×100 m     | Argento          | 40"15       |      |
| 2012 | Campionati dell'Asia occidentale  | Dubai          | 200 m piani | Batteria         | 21"40       |      |
| 2016 | Campionati asiatici indoor        | Doha           | 60 m piani  | Batteria         | 7"11        |      |
| 2017 | Campionati asiatici               | Bhubaneswar    | 4×4100 m    | Batteria         | 3'35"00     |      |
| 2017 | Giochi della solidarietà islamica | Baku           | 200 m piani | Semifinale       | 22"00       |      |
| 2018 | Campionati dell'Asia occidentale  | Amman          | 200 m piani | Batteria         | 21"75       |      |